# Leica-Welt
Leica-Welt ist der Name des Firmensitzes der Leica Camera im mittelhessischen Wetzlar innerhalb des Gewerbegebietes Leitz-Park. Das Produktions- und Verwaltungsgebäude mit einem Museum wurde von Andreas Kaufmann initiiert und in den Jahren 2012 bis 2014 nach Entwürfen von Gruber + Kleine-Kraneburg erbaut.

## Städtebauliche Aspekte
Der Neubau des Produktions- und Verwaltungsgebäudes der Leica Camera AG dominiert den Zentralen Platz innerhalb des Leitz-Parks, an den auch die  schon vorher fertiggestellten Gebäude der fotooptischen Industrieunternehmen Viaoptic und Weller Feinwerktechnik (2010) anschließen. Die Einbeziehung der Umgebung und die Ausrichtung der Grundstückskanten gibt dem Platz seine Prägnanz. Das Ensemble „stellt einen repräsentativen, gleichzeitig zurückhaltenden städtebaulichen Auftakt für Wetzlar dar“.
Großzügige geschwungene Stufen führen zum Eingang des Gebäudes. Auf dem zentralen Platz wurden zahlreiche öffentliche Verweilmöglichkeiten errichtet. Ein geschwungener Pavillon, der als Café genutzt wird, füllt den Platz weiterhin aus.

## Gebäude

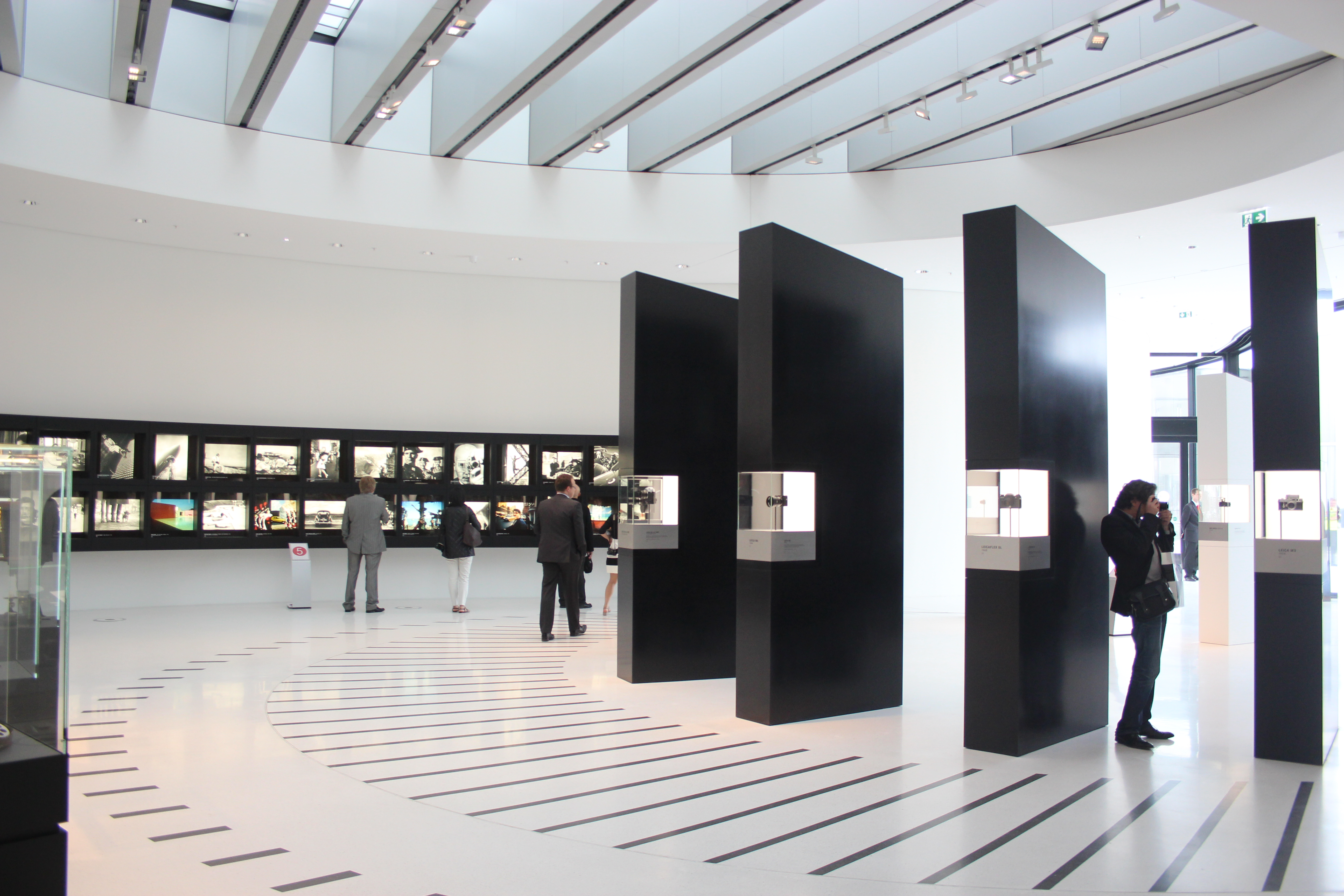
Innenansicht des Gebäudes mit Ausstellung von Bildern und Kameras

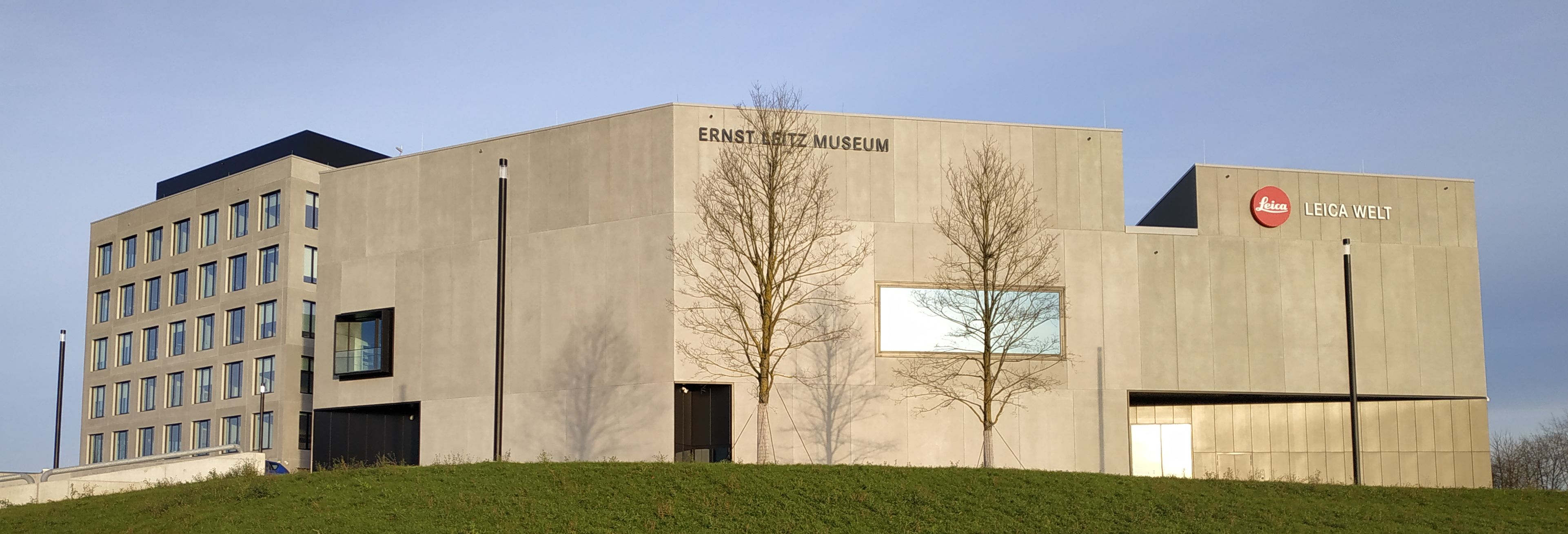
Gebäude des Ernst-Leitz-Museums von Westen

In dem multifunktional genutzten Neubau sind der Leica Flagshipstore, ein Museum, ein Betriebsrestaurant, Fertigungs- und Logistikbereiche, technische Entwicklungs- und Konstruktionsabteilungen, sowie Büro- und Verwaltungsbereiche untergebracht.
Kreise und Kreissegmente sind bestimmende Formen für die Architektur sowohl in der Fassade als auch im Innern. Baukörper und Details des Gebäudes beziehen sich immer wieder an auf die Produkte der Firma Leica. Die runde Lochfassade aus Sichtbeton erinnert viele Besucher an Filmrollen, Objektive oder Messsucher.
Auch die Leica Akademie Deutschland befindet sich in dem Gebäude.